# Hüpfmilbe
Die Hüpfmilbe (Lebertia insignis) ist eine Art aus der Gruppe der Süßwassermilben (Hydrachnidiae).
Die Tiere sind gelblich-rot bis rot gefärbt und besitzen eine sehr glatte, ungepanzerte Haut. Die Hinterbeine sind auffällig verlängert und wie alle anderen Beine mit Schwimmhaargruppen ausgestattet. Die Palpen besitzen an der Innenseite eine auffällige abstehende Borste.
Die Hüpfmilben leben in stehenden Gewässern und sind weit verbreitet, in einigen Seen sogar sehr häufig anzutreffen.